# Perdiu de mar de Madagascar
La perdiu de mar de Madagascar (Glareola ocularis) és una espècie d'ocell de la família dels glareòlids (Glareolidae) que habita llacs, rius, praderies i costes de les terres baixes de Madagascar.